# Katahreza
Katahreza (grč. ϰατάχρησıς - zloporaba) naziv je za uporabu riječi poznatog značenja za imenovanje nečega što nema vlastitog pojma. 
U antičkoj retorici katahreza je imala višestruko značenje:
1. Označavala je "metaforu iz nužde",[1] kada za neki pojam ne postoji naziv, pa se govornik ili pisac potpomaže upotrebom slikovitog izraza i tada je u pitanju metaforička katahreza. Kada u tu svrhu koristi preneseni izraz onda je takva katahreza metonimijska.
2. Pojam katahreze je obuhvaćao i nepravilnu metaforu u kojoj se zamjenjuje značenje pojmova među kojima nema prave sličnosti ili srodnosti (npr. "ugasite svirke svekolike", "odlikovao se svim mogućim manama"). U slučajevima kada je nehotična, ovakva katahreza se smatra stilskom greškom, dok se svijesno napravljena shvaća kao izražavanje dublje spoznaje prisutne u naizgled disjunktivnim izrazima i tada može postati oksimoron ili sinestezija.
3. Katahreza je označavala i pogrešnu uporabu riječi koja nije u skladu s njenim pravim značenjem (strašno lijepo).